# سلام بن أبي مطيع
أبو سعيد سلام بن أبي مطيع الخزاعي البصري أحد رواة الحديث النبوي، وأحد خطباء أهل البصرة في عصره.

## رواية الحديث
روى الحديث عن: قتادة بن دعامة، وشعيب بن الحبحاب، وأيوب السختياني، وعثمان بن عبد الله بن موهب، وهشام بن عروة، وأبي عمران الجوني، وأسماء بن عبيد، وعدة، وكان ينزل إلى معمر بن راشد. حدث عنه: عبد الله بن المبارك، وعبد الرحمن بن مهدي، وسعيد بن عامر الضبعي، ويونس بن محمد، وأبو الوليد، وسليمان بن حرب، وعلي بن الجعد، وموسى بن إسماعيل، وإبراهيم بن الحجاج السامي، ومسدد بن مسرهد، وهدبة، وعبد الأعلى بن حماد، وخلق غيرهم.

## الجرح والتعديل
- قال أبو أحمد بن عدي: «ليس بمستقيم الحديث عن قتادة خاصة، وله أحاديث حسان غرائب وإفرادات. وهو يعد من خطباء أهل البصرة وعقلائهم، وكان كثير الحج ومات في طريق مكة، ولم أر أحدا من المتقدمين نسبه إلى الضعف، وأكثر ما في حديثه أن روايته عن قتادة فيها أحاديث ليست بمحفوظة لا يرويها».
- قال أبو حاتم الرازي: «صالح الحديث.»
- قال أبو داود: «قال أبو عبيد الآجرى عن أبى داود: سمعت أبا سلمة قال: سمعت سلام بن أبى مطيع، وكان يقال: هو أعقل أهل البصرة، وكان في الستة».
- قال أحمد بن حنبل: «ثقة صاحب سنة».
- قال ابن حجر في التقريب: «ثقة صاحب سنة، في روايته عن قتادة ضعف».
- قال الذهبي في الكاشف: «قال أحمد: ثقة صاحب سنة. وقال ابن عدى: ليس بمستقيم في قتادة خاصة وله غرائب، يعد من خطباء أهل البصرة وعقلائهم».
- قال النسائي: «ليس به بأس».[2]

## وفاته
كان كثير الحج، فمات في طريق مكة، قال محمد بن محبوب: مات وهو مقبل من مكة 164 هـ. وقال ابن قانع: مات سنة 173 هـ. 